# Емпузи
Емпузите (Empusa) са род богомолки от семейство Empusidae, срещащи се в Стария свят. В Европа има 3 вида, от които една (Empusa fasciata) се среща и в България.

## Описание и хранене
Възрастните са дълги около 65 mm и се хранят с други насекоми, които ловят с предните си крайници. Странната форма, която притежават, служи за маскировка. На главата си емпузата има хитинов участък, който подобно на огледало отразява светлината. По този начин се създава илюзията за капка роса. Това примамва другите насекоми в горещи дни.

## Размножаване
Зимуват само възрастните индивиди. Лятото насекомите снасят яйца. От тях се излюпват нимфи, които могат да ловят мухи.

## Видове
Род Empusa съдържа следните 12 вида:
- E. binotata Serville, 1839
- E. fasciata Brulle, 1832
- E. guttula (Thunberg, 1815)
- E. hedenborgii Stål, 1871
- E. hyalina Charpentier, 1835
- E. longicollis Ramme, 1950
- E. pennata (Thunberg, 1815)
- E. pennicornis Pallas, 1773
- E. romboidea Lindt, 1976
- E. simonyi Krauss, 1902
- E. spinosa Krauss, 1902
- E. uvarovi Chopard, 1921